# MBA (azienda)
La MBA (sigla di Morbidelli-Benelli Armi, in seguito di Moto Benelli Armi) era una casa motociclistica italiana fondata a Sant'Angelo in Vado nel 1976.
Nacque al fine di produrre per i privati le repliche delle vittoriose Morbidelli 125 da GP, ma dopo la fuoriuscita di Giancarlo Morbidelli dalla società, la MBA divenne un costruttore indipendente.

## Storia
La MBA venne fondata nel 1976 da Giancarlo Morbidelli (fondatore della Morbidelli), Paolo Benelli (titolare della Benelli Armi e figlio di Tonino Benelli, pilota straordinario e cofondatore della Benelli moto di Pesaro) e il cognato di quest'ultimo Innocenzo Nardi-Dei (ex Direttore Sportivo Benelli). Lo scopo della società era quello di produrre le repliche delle Morbidelli 125 ufficiali per essere vendute ai piloti privati. La Benelli Armi era infatti già specializzata nella produzione di telai motociclistici in quanto fornitrice della Benelli.
Nel 1978 Morbidelli lasciò la società; la MBA iniziò quindi a progettare e sviluppare in proprio anche i motori diventando a tutti gli effetti una casa motociclistica autonoma e indipendente dalla Morbidelli, con una propria squadra ufficiale nella 125 e successivamente anche nella 250.
La casa marchigiana, nella sua pur breve storia, otterrà numerose e prestigiose affermazioni sportive: tra il 1978 e il 1987 le MBA vinceranno 4 titoli mondiali nella 125 (2 tra i piloti, con Lazzarini e Bianchi, e 2 costruttori), 6 campionati italiani, 7 campionati europei e numerosi campionati nazionali in tutto il mondo, costituendo un ricchissimo albo d'oro in particolare nella classe 125, che agli inizi degli anni ottanta era quasi un "monomarca" MBA.
Tra i piloti che corsero (e vinsero) con le due tempi di Sant'Angelo in Vado si ricordano Pier Paolo Bianchi (Campione del Mondo nel 1980), Eugenio Lazzarini (iridato nel 1978), Anton Mang, Bruno Kneubühler, Walter Villa, Paolo Pileri, Ricardo Tormo e Luca Cadalora.
A fine anni settanta la MBA introdusse una 250 da GP, che ottenne discreti risultati all'inizio del decennio successivo (in particolare il 3º posto nel Motomondiale 1982 con l'elvetico Roland Freymond, vincitore anche del GP di Svezia). Di quel periodo è anche una serie di ciclomotori motorizzati Sachs.
Nei suoi quindici anni di attività dal modernissimo stabilimento MBA uscirono circa 700 moto per i privati, richiestissime in tutto il mondo. Tuttavia diverse problematiche tecniche e manageriali portarono al fallimento nel 1990, nonostante diversi tentativi di diversificare la produzione e contatti per stabilire collaborazioni con la Gilera: tali azioni però non furono produttive.

## La produzione

### Le 125
- 125 "carter Ferrari" - 1976-1978 (il soprannome deriva dal fatto che i carter erano fusi dalla casa di Maranello: si riconoscono dal cavallino rampante fuso su di essi)
- 125 - 1976-1978
- 125 "Bassotto" - 1979-1980
- 125 Cantilever - 1980-1984
- 125 Unitrack I serie - 1985
- 125 Unitrack II serie - 1986-1987
- 125 Mono - 1986-87

### Le 250
- 250 Cantilever - 1981-1982
- 250 Unitrack - 1983-1985
- 250 V52 - 1985 [1] [2]

## Albo d'oro

### Motomondiale
Motomondiale 1978
- Campionato Conduttori - Classe 125 - Eugenio Lazzarini

Motomondiale 1980
- Campionato Conduttori - Classe 125 - Pier Paolo Bianchi

Motomondiale 1983
- Titolo Costruttori - Classe 125

Motomondiale 1985
- Titolo Costruttori - Classe 125

### Campionato Italiano Velocità
- 1979: Classe 125 - Gian Paolo Marchetti
- 1980: Classe 125 - Pier Paolo Bianchi
- 1980: Classe 250 - Gian Paolo Marchetti
- 1983: Classe 125 - Maurizio Vitali
- 1984: Classe 125 - Ezio Gianola
- 1984: Classe 250 - Maurizio Vitali

### Campionato Europeo Velocità
- 1981: Classe 125 - Pierluigi Aldrovandi
- 1982: Classe 125 - Stefano Caracchi
- 1983: Classe 125 - Willy Hupperich
- 1984: Classe 125 - Norbert Peschke
- 1985: Classe 125 - Pierfrancesco Chili
- 1986: Classe 125 - Claudio Macciotta
- 1987: Classe 125 - Adi Stadler